# Reserva natural Tisey-La Estanzuela
La Reserva Natural Tisey-La Estanzuela se encuentra a 3 km de la ciudad de Estelí cabecera departamental del departamento. Se ubica en la Región Norcentral de Nicaragua, ocupa territorios del municipio de Estelí, San Nicolás, El Sauce en la cuenca Sur del Río Estelí. La Reserva esta sobre rocas volcánicas del Plioceno, Mioceno, Terciario, formando terrenos altos que presentan mesetas. La altura de la reserva es de 1550 m s. n. m., predominando los terrenos escarpados. Es la zona del nacimiento del río Estelí. El clima está clasificado como el más templado del país con temperaturas promedios de 24 °C y precipitaciones de 800-1600 mm.

## Historia
El nombre de la Reserva es probablemente según los estudiosos, es debido a una especie de helecho que se desarrolla en el cerro Tisey. Tisey es un nombre del vocablo Ulùa Matagalpa que se podría traducir como “Hechicera” o “Engañadora”. Durante la conquista, la zona del Tisey era el paso entre Las Segovias y el Partido de León. 

### Flora
Se clasifica dentro de la zona de vida de bosque subtropical, en la transición de húmeda a tropical húmeda y montano transición a húmeda esto siguiendo la clasificación de Holdridge. Su riqueza florística se encuentra en 57 familias botánicas, con 169 especies de las que 100 son arbóreas y 69 arbustivas. Según la distribución de la vegetación se puede clasificar en:
Bosque de Pinos: este tipo de bosque ocupa los rangos latitudinales más altos predominando el Pino blanco (Pinus maximinoi), Pino común (Pinus oocarpa). Estas especies están acompañadas por arbustos y herbáceas de los géneros Sporobolus, Pseudolophanthus, Gnaphalium, Eclipsa, Tridax y Conizia. Hay especies de Pinus maximinoi, Quercus segovienses, Solanum ochraceoferrugin y Aclepias similis con características de acaparamiento.
Bosque de Roble: predominan las especies de robles Quercus segovienses y Quercus sapotifolium, ocupando 362,64 ha.
Bosque Mixto: predominan las especies Quercus segovienses, Quercus sapotifolium y Pinus oocarpa en una etapa pasada estas áreas fueron de predominancia de pinares.
Bosque Latifoliado: dominan especialmente los bosques medianos a bajos subcaducifolios de zonas cálidas y semihúmedas y bosques medianos a altos de zonas muy frescas y húmedas. Bosques secos, bosques de galería con especies como las Ingas y géneros Ficus y Cecropia.

## Fauna
Se han inventariado alrededor de 99 especies, entre aves, mamíferos, reptiles y anfibios. 13 especies de las inventariadas están reguladas por los CITES y otras 13 bajo los regímenes de veda nacional.
Aves: se han registrado 62 especies, pertenecientes a 11 órdenes y 25 familias. De estas 4 familias son migratorias, 2 poblaciones residentes y 7 reguladas por las CITES. Según el Ministerio del Ambiente y los Recursos Naturales de Nicaragua (MARENA) 2 especies se encuentran en veda indefinida y 3 en veda parcial. El listado general de la reserva corresponde al 10% del listado nacional.
 Mamíferos: se han encontrado 28 especies, pertenecientes a 6 órdenes y 10 familias. Los murciélagos representan el mayor número registrándose 17 especies. Las especies pertenecen a las órdenes Marsupialia, Chiroptera, Carnívora, Perissodactyla, Rodentia y Lagomorpha. Dos están bajo la regulación de los CITES y 3 en veda parcial.
 Anfibios y reptiles: hay presencia de 3 especies de anfibios, de 2 órdenes, 2 familias y 8 reptiles que pertenecen a 1 orden y 2 familias.

## Turismo
Las condiciones topográficas de la reserva le proporcionan riquezas turísticas, ofreciendo miradores naturales como el Divisadero donde se observa la planicie del Pacífico y los volcanes Momotombo y Cerro Negro; Mirador Segoviano-Tisey se observa el occidente del país, la cadena volcánica los Maribios y el océano Pacífico. La escala con travesías hasta el Cerro Apaguajì donde se pueden apreciar los bosques de pinos y las cuevas bautizadas con el mismo nombre del cerro. Galerías de esculturas de piedras, elaboradas a mano por un habitante de la zona. Cuevas de la Queserita ubicadas en la comunidad El Pastoreo, los pobladores comentan que se encuentran cuevas antiguas construidas por los aborígenes.
En Monte Verde se observan los pinares y robledales en la parte baja de la comunidad de La Laguna, Las Trojas, observándose desde ahí el macizo de El Divisadero y el Cerro Tisey. En el Salto La Estanzuela predomina vegetación ribereña. Frescos paisajes en la cabecera del río Estelí y su trayecto. La mina de Piedras Marmolina de donde se extrae la marmolina para la elaboración de artesanía que son vendidas en las comunidades. El balneario natural El Molino, con profundidad considerable y entrada de vehículos. Los micronegocios que proporcionan al visitante la compra de artesanías, alimentos, hospedaje, elaboración de papel reciclado.